# Локшина Даньдань
Локшина Даньдань або Даньданьмянь (кит. трад. 擔擔麵, спр. 担担面) — традиційна китайська страва з провінції Сичуань. Основу становить локшина, свинячий фарш, сичуанський і червоний перець, соєвий соус, кунжутова олія, квашені овочі, спеції.

## Історія
Перші згадки про гостру локшину Даньдань відносяться до 1841 року, яку стали продавати у місті Ченду. Локшина в ті часи була досить дорогою їжею і була доступна не всім. Проте, її продавали рознощики локшини на торгових вулицях. Рознощик ніс бамбукове коромисло («дань-дань» — 担担), на кінцях якого висіли бамбукові кошики з локшиною. Такий спосіб торгівлі на сичуанському діалекті називався «дань-дань-мянь», тобто «локшина на коромислі» (担担面), тому звідси походить назва цієї страви. Спочатку це була страва з вареної локшини, заправлене гострим соусом (чилі, соєвий соус, чорний оцет, імбир, часник, цибуля). А пізніше, коли гостру локшину даньдань стали готувати в ресторанах, до неї стали додавати м'ясний фарш.

## Приготування
Найкраще підійде домашня китайська локшина. зазвичай рамен. Якщо немає можливості її зробити, то підійде будь-яка китайська або корейська локшина, але смак буде вже інший. Також слід зазначити, що смак страви залежить від олії червоного перцю, яке зазвичай використовуються від 4 (для європейців) до 6 склянок (традиційно).
Обсмажити свинячий фарш разом з соусом ячай (гострий соус з маринованих стебел зеленої гірчиці) або чжачай (з маринованого гірчичного рослинного стовбура з Чунціна) в невеликій кількості рослинної (або арахісової) олії на сильному вогні. Коли м'ясо просмажиться, додати соєвий соус, вино і п'ять спецій (сичуанський перець, кассія — китайська кориця, бадьян, гвоздика і насіння фенхелю).
Слідом за цим готується соус даньдань: в мисці змішати натертий часник (2 чайні ложки) і кунжутну олію(1 ч.л.) до отримання однорідної маси. До цього додається китайська кунжутова паста (2 ч.л.), соєвий соус (4 склянки), сичуанський перець (1 ч.л.), цукор (1 ч.л.), олія червоного перцю (4-6 склянок), китайський чорний оцет (2 ст.л.), свинячий бульйон (можна замінити кип'яченою водою), шаосінське рисове вино, сіль, імбир. Перемішується до однорідної маси. Додати у вок соус для обсмажування, дати закипіти рідини і варити 1-2 хвилини.
У киплячу воду (або бульйон) кинути локшину і варити її до готовності. До локшини додати свіже зелене листя капусти пакчой. Після приготування локшину опустити в крижану воду. Локшину (без води) додати до соусу та смаженого свинячого фаршу і прикрасити зеленою цибулею.

## Вживання
Подається й вживається гарячою у піалі.